# خوسيه أنطونيو لاتوري
خوسيه أنطونيو لاتوري (بالإسبانية: José Antonio Latorre)‏ هو لاعب كرة قدم إسباني في مركز الوسط، ولد في 1 ديسمبر 1941 في بلباو في إسبانيا. لعب مع أتلتيك بيلباو ونادي ساباديل.